# Johann Christian Friedrich Flemming
Johann Christian Friedrich Flemming (* 25. April 1745 in Torgau; † 9. Dezember 1811 ebenda) war ein deutscher Orgelbauer, der im 18. Jahrhundert und zu Beginn des 19. Jahrhunderts in Sachsen wirkte.

## Leben
Flemming wurde als Sohn des Torgauer Orgelbauers Johann Christian Flemming geboren. Er heiratete im Jahr 1771. Einer seiner mutmaßlichen Schüler war Mathias Vogler. Seinem Werk nach war er in Sachsen tätig. Flemming baute einmanualige Orgeln mit bis zu 10 Registern in barocker Tradition.

## Werkliste (Auswahl)
In der fünften Spalte bezeichnet die römische Zahl die Anzahl der Manuale, ein großes „P“ ein selbstständiges Pedal, ein kleines „p“ ein nur angehängtes Pedal. Die arabische Zahl gibt die Anzahl der klingenden Register an. Die letzte Spalte bietet Angaben zum Erhaltungszustand sowie Links mit weiterführender Information. Kursivschreibung zeigt an, dass die Orgel nicht mehr oder nur das historische Gehäuse erhalten ist. 
| Jahr            | Ort                               | Kirche              | Bild | Manuale | Register | Bemerkungen |
| --------------- | --------------------------------- | ------------------- | ---- | ------- | -------- | --- |
| 1768            | Schweinitz                        | Sankt Marien        |      | II/P    | 19       | |
| 1772            | Hirschfeld (Leipzig)              | Kirche Hirschfeld   |      |         |          | 1885 ersetzt |
| 1776            | Radefeld                          | Dorfkirche Radefeld |      | I/P     | 11       | → Orgeldisposition |
| 1780            | Döbrichau                         | Kirche              |      |         |          | |
| um 1780 (1789?) | Klitzschen                        | Dorfkirche          |      | I/P     | 10       | nach ca. 40 Jahren Unspielbarkeit seit 2023 wieder funktionsfähig, hat jetzt 9 Register.                                                                               |
| 1782            | Jacobsthal                        | Kirche              |      |         |          | |
| 1783–1784       | Weidenhain                        | St. Martin          |      |         |          | |
| um 1785         | Hohenprießnitz                    | Dorfkirche          |      |         |          | um 1880 ersetzt durch Nicolaus Schrickel; Prospekt erhalten; |
| 1786            | Panitzsch                         | Kirche Panitzsch    |      | I/P     | 10       | → Orgel |
| 1787            | Großwig                           | St. Maria Magdalena |      | I/P     | 10       | ohne tiefes Cis; weitgehend erhalten |
| um 1788/1789    | Altherzberg                       | Dorfkirche          |      | I/P     | 10       | [ 6 ] |
| 1792–1793       | Lindenthal                        | Gustav-Adolf-Kirche |      | I/P     | 10       | 1937 Änderung der Disposition durch Eule |
| 1793            | Drebligar                         | Dorfkirche          |      | I/p     | 7        | erhalten, versetzt, 1970 nach Torgau, 1987 restauriert in die Schlosskirche Torgau, 1994 in die Marienkirche Torgau als Chororgel, 2011 in die Friedhofskapelle Torgau |
| 1793–1795       | Torgau                            | Marienkirche        |      | II/P    | 26       | nicht erhalten |
| 1798            | Erdmannshain                      | Dorfkirche          |      | I/P     | 10       | |
| 1801            | Nischwitz, Ortsteil von Thallwitz | Kirche Nischwitz    |      | ?       | ?        | nicht erhalten |
| 1807            | Seußlitz                          | Kirche in Seußlitz  |      | I/P     | 13       | Prospekt erhalten |